# Šajini
Šajini är en ort i Kroatien.   Den ligger i länet Istrien, i den västra delen av landet, 180 km sydväst om huvudstaden Zagreb. Šajini ligger 275 meter över havet och antalet invånare är 177.
Terrängen runt Šajini är platt åt sydväst, men åt nordost är den kuperad. Runt Šajini är det ganska tätbefolkat, med 80 invånare per kvadratkilometer. Närmaste större samhälle är Pula, 19,6 km söder om Šajini. Omgivningarna runt Šajini är en mosaik av jordbruksmark och naturlig växtlighet.